# 国鉄タ4100形貨車
国鉄タ4100形貨車（こくてつタ4100がたかしゃ）は、かつて日本国有鉄道（国鉄）に在籍した私有貨車（タンク車）である。
本形式と同一の専用種別であるタラ600形についても本項目で解説する。

## タ4100形
1961年（昭和36年）7月3日にタ2300形より3両（タ2308,タ2309,タ2303→タ4100 -  タ4102）の専用種別変更（濃硫酸→サラシ液）が行われ、形式名は新形式であるタ4100形に変更された。
本形式の他にサラシ液を専用種別とする形式には、タラ600形（2両､後述）、タラ700形（2両）、タサ4900形（1両）、タキ4900形（1両）、タキ4950形（4両）、タキ8050形（1両）、タキ16100形（4両）、タキ18500形（6両）の8形式があった。
所有者は、呉羽化学工業（2両）、北海道曹達（1両）であり、常備駅は常磐線の勿来駅、室蘭本線の幌別駅であった。
荷役方式はタンクドームにある液入管からの上入れ、加圧空気使用による液出管からの上出し式である。
車体色は黒色。寸法関係は種車により違いがあるが一例として全長は6,300 mm、軸距は3,000 mm、実容積は8.9 m3、自重は9.2 t、換算両数は積車2.0、空車1.0、走り装置は一段リンク式であった。
1971年（昭和46年）9月14に最後まで在籍した1両（タ4102）が廃車となり同時に形式消滅となった。

## タラ600形
1961年（昭和36年）7月3日にタサ1300形より2両（タサ1300,タサ1301→タラ600,タラ601）の専用種別変更（カセイソーダ液→サラシ液）が協三工業にて行われ、形式名は新形式であるタラ600形に変更された。種車は1937年（昭和12年）1月11日に汽車製造にて製造されたタキ2500形 (2代)（25 t積み濃硫酸専用車両）であり、その後1942年（昭和17年）3月11日及び同年5月28日にタサ1300形（20 t積みカセイソーダ液専用車両）に改造された。合計2回の改造を受けその都度積載荷重は減トン（25 t→20 t→18 t）された。
所有者は、呉羽化学工業であり、常備駅は常磐線の勿来駅であった。
塗色は黒色、全長は9,100 mm、実容積は16.0 m3、換算両数は積車3.0、空車1.4、であり、走り装置は一段リンク式の三軸車である。
1968年（昭和43年）9月30日に2両そろって廃車となり形式消滅した。